# Странджа (село)
Стра́нджа (болг. Странджа) — село в Ямбольській області Болгарії. Входить до складу общини Болярово.

## Населення
За даними перепису населення 2011 року у селі проживали 42 особи, з них 39 осіб (92,9%) — болгари.
Розподіл населення за віком у 2011 році:
Динаміка населення: